# Akseli Olin
Akseli Olin (24 gennaio 1992) è un giocatore di football americano finlandese, che gioca come cornerback per gli Helsinki Roosters.
Dopo aver giocato nei Vantaan TAFT fino al 2014, nel 2015 si è trasferito agli Helsinki Roosters. Nel 2018 si è unito per due stagioni agli austriaci Vienna Vikings, per poi tornare ai Roosters.

## Palmarès
- 1 IFAF Northern European Football League (Helsinki Roosters: 2017)
- 4 Vaahteramalja (Helsinki Roosters: 2015, 2016, 2017, 2024)